# 八千年魔眼
《八千年魔眼》（英語：Manhattan Baby）是一部1982年義大利恐怖電影，由路西歐·弗爾茲執導，克里斯托夫·康納利和卡洛·德·梅約主演。電影開始於埃及，一位老婦人送給了考古學家喬治·哈克的女兒蘇茜一個神秘的護身符。同時，她的父親在調查一座墳墓時，被藍光弄瞎了眼睛。喬治同蘇茜回到紐約，逐漸恢復了視力。哈克身边開始發生奇怪的死亡事件，似乎是由護身符造成的。
《八千年魔眼》於1982年3月和4月在紐約和埃及拍攝，原本計劃是弗爾茲成本較高的電影之一，但在製作過程中預算被削減了一半。電影上映後，弗爾茲和編劇達丹諾·薩凱蒂都對影片予以否定。弗爾茲不會再與製片法布里奇歐·德安捷羅斯合作。這部電影获得了《晚邮报》和《新闻报》的負面評論。

## 剧情
九歲的蘇茜·哈克與考古學家父親喬治和記者母親埃米莉在埃及度假時，一位神秘的盲人女子走近她，給了她一個護身符。不久之後，喬治在進入一座之前未曾探索過的墳墓時雙目失明。
喬治回到纽约後得知他的視力喪失只是暫時的。蘇茜、弟弟湯米和互惠生傑米·李受到神秘護身符的影響，獲得了進入次元大門的超自然能力。喬治恢復視力後，向一位名叫威勒的同事描述了墳墓牆壁上的設計。
埃米莉和同事盧克在辦公室裡正撰寫一篇有關埃及事件的文章，驚慌失措的傑米·李打電話說孩子們被鎖在臥室裡。埃米莉和盧克赶到家，但當盧克打開臥室門時，他被吸入一個次元传送门，传送到廣闊乾旱的埃及沙漠中，後來死於脫水。哈克夫妇將盧克的失蹤視為惡作劇。
傑米·李帶孩子們去中央公園，為他們拍照。一名女子撿起一張被扔掉的寶麗來照片，照片上根本没有蘇茜的身影，只有草地背景和護身符。她聯繫了一位名叫阿德里安·马尔卡托的男子，第二天，她將写有马尔卡托聯繫方式的寶麗來照片從窗口扔給了哈克太太。
孩子們在臥室裡出現又消失，湯米称之为「航行」。傑米·李進入湯米的房間後消失，他告訴母親她還沒有從她的航行中回來。那天晚上，喬治的同事威勒研究護身符的照片時，被出現在辦公室的眼鏡蛇咬死了。蘇茜從神秘的痙攣中恢復過來後，照片又出現在她的手中。
喬治和埃米莉来到马尔卡托的古董店。他告訴他們護身符的邪惡象徵意義，並暗示蘇茜已經吸收了護身符的能量。當喬治和埃米莉在蘇茜臥室的抽屜裡找到護身符時，蘇茜閃爍著神秘的藍光在他們面前现身，然後暈倒了。哈克夫妇叫马尔卡托来公寓为蘇茜进行檢查，但她內心的聲音控制了他，他倒在地上呼救，流血，口吐白沫。他恢復意識後，與喬治進行了短暫的心靈交流，讓他一睹了孩子們所到访的可怕的埃及。喬治和埃米莉隨後將蘇茜帶到附近的醫院，福里斯特醫生對她進行了檢查，他對她的病情感到困惑。X光片顯示她胸部有一個眼鏡蛇痕蹟的黑色形狀。
埃米莉在床邊為近乎昏迷的蘇茜守夜，湯米獨自一人在公寓裡。突然，傑米·李出現，衝破牆壁，已然變成一具腐爛屍體，短暂复活，然後倒地身亡。一股奇怪的負能量藍光從湯米、臥床不起的蘇茜以及次元大門和通道流入马尔卡托的家，此刻他正在背誦古埃及咒語。喬治再次去看马尔卡托，马尔卡托告訴他可以不用再擔心孩子了。马尔卡托用咒語將邪惡能量從喬治的孩子身上引走了，現在詛咒就落在他身上了。他把護身符給了喬治，叫他把它扔掉，這樣詛咒就不會影響到其他人。那天晚上，马尔卡托在他的店裡被殺，鸟类标本復活，把他咬成了碎片。痊癒的蘇茜醒來，她的母親就在醫院床邊。隔天早上，喬治按照马尔卡托死前的建議，將護身符丟進了東河，結束了他們的磨難。
影片最后，神秘的盲女再次出現在埃及，將同樣的護身符交給了另一個年輕女孩，打算将黑暗勢力的詛咒延续下去，使其圓滿。

## 脚注
1. 1 2 3 4 5 6 7 8 9  Curti 2019，第101頁.